# جامع عبد الله بك
جامع عبد الله بك هو من مساجد العراق التاريخية، ويقع في محلة رأس الكور في الموصل.

## تاريخ الجامع
أقدم على بناءه عبد الله بك بن شريف بك المتوفي في عام 1304هـ/ 1887م، وهو من أحفاد ياسين أفندي المفتي.

## المدرسة
بنى في الجامع مدرسة لتدريس العلوم الدينية. وكان بناء المدرسة على أرض المقبرة التي يدفن فيها آل البرّاز فسويت القبور وبنيت المدرسة فوقها وكتب فوق باب المدرسة: أطلبوا العلم ولو بالصين.

## السبيل خانة
للمدرسة سبيل خانة وقد وضع فوق شباكها أبيات من الشعر تقول: